# مورگا (مجارستان)
مورگا (به مجاری:  Murga) یک شهرداری در مجارستان است که در ناحیه بونیهاد واقع شده‌است. مورگا ۶٫۵۸ کیلومتر مربع مساحت و ۸۰ نفر جمعیت دارد.